# Disco sottile
Il disco sottile è un costituente della struttura delle galassie a spirale e di quelle lenticolari (galassie di tipo S0), composto da stelle, gas e polvere cosmica. È la zona di maggiore densità di materia al di fuori del bulge, il rigonfiamento galattico.

## Caratteristiche
Nel caso della nostra Via Lattea, si ritiene che la sua altezza di scala sia di circa 300–400 parsec (980–1 300 al) sull'asse verticale perpendicolare al disco galattico, e di circa 2,5–4,5 chiloparsec (8,2–14,7 kly) sull'asse orizzontale in direzione del raggio.
Il nostro Sole è situato a 8 chiloparsec (26 kly) al di fuori del centro galattico.

## Popolazioni stellari
Il disco sottile contribuisce all'85% delle stelle del piano galattico e al 95% del totale delle stelle del disco. Si distingue dal disco spesso  in quanto quest'ultimo è composto da stelle di popolazione più vecchia, risalenti a uno stadio precedente della formazione galattica e pertanto con un minore contenuto di elementi pesanti. Invece le stelle del disco sottile si sono formate dall'accrezione di gas in uno stadio più avanzato della formazione e quindi in media hanno una metallicità superiore.
Il disco sottile contiene stelle con ampia gamma di età e può essere suddiviso in una serie di sub-popolazioni di età crescente, ma nel complesso è considerevolmente più giovane del disco spesso.
Secondo studi recenti di nucleocosmocronologia, si stima che il disco sottile della Via Lattea si sia formato 8,8 ± 1,7 miliardi di anni fa. 
Si ritiene che sia entrato in collisione con una piccola galassia satellite, provocando uno sconvolgimento nelle stelle del disco sottile e dando origine al disco spesso, mentre il gas si sarebbe posizionato sul piano galattico riformando il disco sottile.